# Polítopo

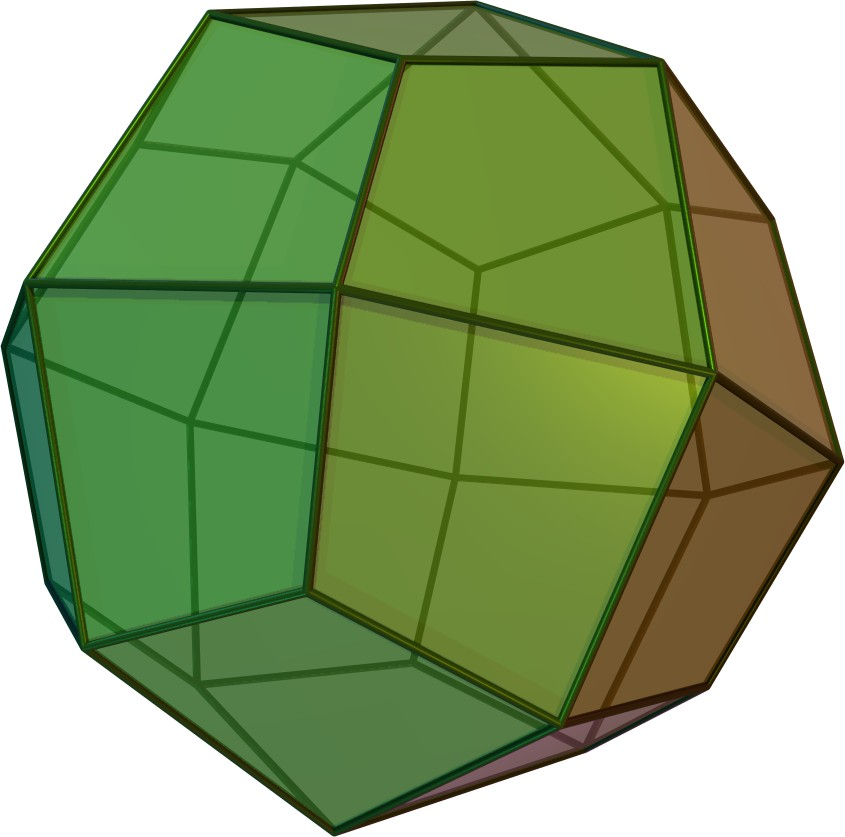
Um deltoidalicositetraedro é um polítopo no espaço tridimensional.

Em geometria, um polítopo é uma região contida em {\displaystyle \mathbb {R} ^{n}} que é resultante da intersecção de um conjunto de semi-espaços.
Este conceito representa a generalização, para um número arbitrário de dimensões (finitas), dos conceitos de polígono e poliedro.
Um polítopo convexo é o invólucro convexo de um número finito de pontos de um espaço euclidiano.
Um polítopo genérico deve ser definido recursivamente: um polítopo de 0 dimensões é um ponto, e um polítopo de n+1 dimensões tem, como faces, polítopos de n dimensões.